# 秦文斌
秦文斌（1928年—），男，辽宁沈阳人，中国生物化学家，包头医学院原院长、教授，曾任中国生物化学会理事，第五届全国人大代表。